# Шкура віслюка
«Шкура віслюка» (рос. «Ослиная шкура») — російський радянський повнометражний кольоровий широкоформатний художній фільм-казка, поставлений на Кіностудії «Ленфільм» в 1982 році режисером Надією Кошеверової за мотивами казок Шарля Перро.
Прем'єра фільму відбулася в грудні 1982 року.

## Зміст
Колись зла чарівниця провістила принцесі Терезі нелегку долю і безліч бід, які їй судилися. Коли Тереза виросла, то не змогла зв'язати свою долю з нелюбом, тому їй довелося втекти з весілля заради бідного принца Жака. Тепер Терезі як звичайній і злиденній простолюдинці доводиться поневірятися світом. Та не час сумувати, адже їй необхідно врятувати свого коханого.

## Ролі
- Володимир Етуш — король Гастон Дев'ятий
- Світлана Немоляєва — королева Горжетта
- Віра Новикова — принцеса Тереза
- Олександр Галибін — принц Жак
- Зіновій Гердт — поет Оревуар
- Тетяна Пельтцер — зла чарівниця Гравідана
- Валентина Паніна — добра чарівниця
- Микола Караченцов — розбійник Бурабо
- Людмила Макарова — мадам Бурабо, отаманша
- Віктор Перевалов — разбойник
- Сергій Паршин — Рудий
- Борис Аракелов — жандарм
- Олександр Домашев — франт (в титрах зазначений як Домашов)
- Сергій Филіппов — придворний
- Марія Барабанова — сліпа стара

## В епізодах
- Костянтин Адашевський — мудрець
- Олег Василюк
- Е. Гордієва
- Тетяна Єгорова
- Сергій Іванов — придворний
- Гелена Івлієва — примхлива претендентка в наречені принца
- Світлана Карпинська — приятелька атаманші
- Йосип Кринський
- М. Малич
- Євген Никітин
- Олексій Савостьянов
- Георгій Тейх — мудрець
- Євгенё0 Тилічієв
- Любов Тищенко
- Ільяс Хасанов
- Олег Хроменков
- В. Черкунова
- Нора Грякалова — придворна (в титрах не вказана)
- Микола Карамишев — архієпископ (в титрах не вказаний)
- Володимир Перевалов — розбійник (в титрах не вказаний)
- Віктор Перевалов (в титрах не вказаний)

- Артисти балету Ленінградського театру

## Знімальна група
- Автор сценарію — Михайло Вольпин
За мотивами казок Шарля Перро
- Режисер-постановник — Надія Кошеверова
- Оператор-постановник — Едуард Розовський
- Художники-постановники — Марина Азізян, Володимир Костін
- Композитор — Мойсей Вайнберг
- Звукооператор — Семен Шумячер
- Естрадно-симфонічний оркестр Ленінградського Комітету з телебачення і радіомовлення
Диригент — Станіслав Горковенко
- Режисери — А. Гиндіна, М. Полинова
- Оператори — С. Дворцов, Олексій Сисоєв
- Монтаж — Олени Кареліної
- Грим — Людмили Єлісієвої
- Художник по костюмах — Ірина Каверзін
- Комбіновані зйомки:
Оператор — Георгій Сенотов
Художник — Н. Кривошеєв
- Балетмейстер — Святослав Кузнецьов
- Постановщик трюков — Олег Василюк
- Редактор — Олександр Безсмертний
- Режиссёр-стажёр — Э. Бельска
- Режисерська група — Н. Крилова, Г. Парфьонова
- Асистенти оператора — Т. Плюсніна, А. Торопов, Л. Черненко
- Художник-фотограф — Б. Самсонов
- Майстер світла — В. Наумов
- Адміністративна група — Н. Афанасьєва, З. Воскресенська, Г. Крутивус, В. Самойлов
- Директор картини — Р. Вольман

## Фестивалі та премії
- Премія за найкращий дитячий фільм на 1-му кінофестивалі «Казка» в Києві (1982).